# Hochtaunusstraße

Logo Hochtaunusstraße

Die Hochtaunusstraße ist eine Ferienstraße in Hessen, die quer durch das Mittelgebirge Taunus auf einer Strecke von rund 55 Kilometern von Bad Homburg vor der Höhe nach Bad Camberg führt.

## Wegstrecke
Die Hauptstrecke (Transitroute) der Hochtaunusstraße beginnt in der Kurstadt Bad Homburg. Von dort führt der Weg nach Oberursel und weiter über die Hohemarkstraße auf den Taunuspass Sandplacken nach Schmitten im Taunus. Ab Schmitten folgt die Hochtaunusstraße dem Verlauf der Weil nach Weilrod. In Altweilnau verlässt die Straße das Weiltal und führt über Riedelbach nach Bad Camberg.
Neben der Transitroute sind eine Reihe von Nebenstrecken (Touristikstrecken) beschildert. Die östliche Touristikroute verläuft über die Saalburg nach Neu-Anspach. Weitere Stationen sind Brombach, Merzhausen und Oberlauken. In Emmershausen erreicht die Straße das Weiltal und führt über Rod an der Weil zurück auf die Hauptstrecke.
Die westliche Touristikroute führt über Oberursel, Kronberg und den Opel-Zoo nach Königstein. Vom dort geht es hinauf zum Feldberg und über Niederreifenberg und Seelenberg ins Weiltal zurück auf die Hauptroute.

## Infrastruktur
Die Strecke der Hochtaunusstraße ist mit Hinweisschildern gekennzeichnet. An vielen Park- und Rastplätzen informieren Hinweistafeln über die Strecke und sehenswerte Ausflugsziele.

## Geschichte
Die Hochtaunusstraße wurde 1970 eingerichtet und sollte Automobiltouristen zu Ausflugszielen im Hochtaunus führen. Nach einer dreijährigen Vorbereitungsphase wurde sie am 13. Oktober 1973 durch Staatsminister Heinz Herbert Karry offiziell eröffnet.